# Discografia degli Ensiferum
Questa voce contiene l'elenco della discografia della band folk viking metal Ensiferum

## Demo
- 1997 – Demo I
- 1999 – Demo II
- 1999 – Hero in a Dream

## Album
- 2001 – Ensiferum
- 2004 – Iron
- 2007 – Victory Songs
- 2009 – From Afar
- 2012 – Unsung Heroes
- 2015 – One Man Army

## EP
- 2006 – Dragonheads

## Singoli
- 2004 – Tale of Revenge
- 2007 – One More Magic Potion

## Raccolte
- 2005 – 1997-1999 (raccolta integrale dei demo)

## Album video
- 2006 – 10th Anniversary Live